# Giovanni I della Frisia orientale
Giovanni I della Frisia orientale (1506 – Emden, 1572) fu conte della Frisia orientale dal 1528 al 1540, associato al fratello Enno II.

## Biografia
Giovanni I era figlio di Edzardo I "il Grande", il quale ancora in vita aveva predisposto il diritto di primogenitura, anche se egli aveva comunque avuto sempre occasione di essere associato al fratello Enno II nel governo.
Giovanni I aveva un rapporto non facile col fratello, soprattutto perché a differenza di questo e del padre, egli era rimasto cattolico allo scoppio della riforma protestante, mentre loro si erano convertiti al luteranesimo. Egli si pose in un primo tempo al servizio dell'Imperatore, ma ben presto tornò nella Frisia orientale per occuparsi attivamente degli affari di governo.
Nel 1538 Giovanni sposò Dorotea d'Austria, figlia naturale dell'imperatore Massimiliano I, tentando nel contempo di programmare per il fratello un matrimonio con una nobile cattolica della Frisia orientale che però poi si concluse male. Alla morte del fratello Enno nel 1540, inoltre, egli entrò in conflitto con la moglie di questi, Anna di Oldenburg, riguardo alla successione al trono e di conseguenza alla tutela del nipote Edzardo.
Nel 1543, infine, Giovanni si rassegnò a non ostinarsi a contrastare il regno del nipote, ponendosi invece al servizio dell'Imperatore Carlo V come governatore generale di Limburgo, Falkenburg e Dalhei.
Giovanni I morì nel 1572.